# Gheorghe Bogaci
Gheorghe Bogaci (n. 20 aprilie 1915, Vasileuți, reg.Cernăuți - d. 28 noiembrie 1991, Moscova, înmormântat la Chișinău) a fost un istoric literar și folclorist din Republica Moldova.

## Biografie
Studii la Universitatea din Iași. Colaborator științific și șef al Sectorului folclor la Institutul de Limbă și Literatură al A.Ș. a R.S.S.M. Doctor în filologie. Conferențiar la Institutul Pedagogic din Irkutsk (Rusia).
Publică din 1936. Este autorul mai multor lucrări privind literatura veche și cea din secolul al XIX-lea, relațiile literare și folclorice moldo-ruso-ucrainene: Pușkin și folclorul moldovenesc (1963), Gorki și folclorul moldovenesc (1966) ș.a. A îngrijit și prefațat primele ediții din R.S.S.M. ale operelor alese ale lui C.Negruzzi, V.Alecsandri, C.Stamati-Ciurea. A colaborat la elaborarea lucrării colective Istoria literaturii moldovenești (vol.I, 1958), a unor manuale școlare.